# Дуейн Грейвълин
Дуейн Едгар Грейвълин (на английски: Duane Edgar Graveline) e американски лекар и астронавт от НАСА.

## Биография

### Произход и образование
Роден е на 2 март 1931 г. в Нюпорт, Върмонт, САЩ. Завършва колежа в родния си град през 1948 г. През 1951 придобива бакалавърска степен по здравеопазване, а през юни 1955 г. завършва медицина в Университета на Върмонт. През 1958 г. получава специалност по обществено здраве в Университета „Джонс Хопкинс“, Балтимор, Мериленд.

### Военна кариера
Постъпва на активна военна служба през 1960 г. Специализира авиационна медицина в школата на USAF в авиобазата Брукс, Сан Антонио, Тексас. През 1962 г. е командирован в НАСА като контрольор на мисии по програмите „Мъркюри“ и „Джемини“.

### Служба в НАСА
Дуейн Грейвълин е избран от НАСА на 28 юни 1965 г., Астронавтска група №4. Напуска НАСА на 18 август 1965 г., преди да започне курс на обучение. Причината е желанието му да започне частна лекарска практика в Бърлингтън, Върмонт.